# Marie Ventová
Marie Ventová (27. ledna 1942 – 26. listopadu 2024) z Plzně-Bolevce byla česká katolička náležející do stavu zasvěcených vdov a členka Sekulárního řádu bosých karmelitánů (OCDS).
Dlouhodobě usilovala o obnovení stavu zasvěcených vdov v České republice. V plzeňské diecézi se touto problematikou od roku 2002 zabývala pracovní skupina, která k jeho obnovení zaujala kladné stanovisko. Dne 21. února 2009 přijal biskup František Radkovský v plzeňské katedrále sv. Bartoloměje Marii Ventovou při slavnostním obřadu do stavu zasvěcených vdov, a to jako první ženu v dějinách římskokatolické církve v českých zemích.